# 860 до н. е.

## Події
- Леобот, цар Спарти з династії Агідів.
- Кінець правління царя Спарти Евріпона, на заміну прийшов його син — Пританід, з династії Евріпонтидів.
- За словами Ньютона, у цей час царював Аменемхет III, який збудував піраміди Хефрена та Мікерина[1].

## Померли
- Евріпон